# 桐嶋永久子
桐嶋 永久子（きりしま とわこ、1970年2月7日 - ）は、日本の元AV女優。

## 略歴
国立大学を卒業後、地方の放送局に入社。アナウンサー兼記者として1993年から1998年まで勤務し、フリーでの活動を経て夫と共に会社を経営。
2013年12月、ディープス専属女優としてAVデビュー。所属事務所はこずプロ。
2014年9月をもって専属を離れ企画単体女優となり、2015年まで活動。

## 人物
鳥取県出身。
趣味：映画鑑賞、特技：中国語。
AVデビューについては、金銭的な問題やセックスレスになっていたことをきっかけに自ら応募

## 出演作品

### アダルトDVD
2013年
- ディープス15周年特別作品 ドキュメント アナウンサー 桐嶋永久子 デビュー 〜彼女はテレ○系列の放送局に1993年〜1998年まで在籍。地上波では放送することの出来ない、本物アナウンサーが見せたかった“本当の自分”をご覧下さい〜（12月5日、ディープス）

2014年
- テレ○系列報道アナウンサー 桐嶋永久子 専属契約 第2弾! 雌（めす） この作品は局アナ時代の過去に基づいた実体験セックスです。（1月9日、ディープス）
- テレ○系列報道アナウンサー 桐嶋永久子 専属契約 第3弾! わたくし、淫語セックスをはじめさせていただきました。 〜報道アナウンサーとしての心得を活かし、『ち○ぽ』『おま○こ』などの放送禁止用語を視聴者の皆様に正確に伝えます〜（2月6日、ディープス）
- テレ○系列報道アナウンサー 桐嶋永久子 専属契約 第4弾! 初めての不倫温泉羞恥旅行 アナウンサー1日休暇宣言! 素顔の永久子さんにやっと出逢えた…（3月6日、ディープス）
- テレ○系列報道アナウンサー 桐嶋永久子 専属契約 第5弾! 解禁スペシャル 生中出し!50発ぶっかけ! 巨根3P!ザーメンキス!素人男性セックス!!（4月10日、ディープス]）
- 「スーツを脱いだ、淫らな私を見てください…」 抑えきれない性欲、止まらない潮吹き 旦那と子供の在宅中に濃密自宅セックスに溺れる 元女子アナウンサー 桐嶋永久子 44歳（5月22日、SODクリエイト）
- 野蛮な奴らに凌辱（や）られたインテリ女子アナウンサー 「あなた、ごめんなさい…」 寝取られ願望の夫の目の前で10連発生中出し輪姦（6月19日、ディープス）共演:峰岸ふじこ
- テレ○系列報道アナウンサー 桐嶋永久子専属契約作品 系列局内No.1の新人指導実績を誇る本物アナウンサーだから出来たレズナンパ!! 未来の女子アナがここまでやっちゃっていいんですか!? アナウンススクールに通う女子大生をナンパして生まれて初めての女同士のディープキス体験をしてもらいました!（7月24日、ディープス）共演:酒井京香 ほか
- 生まれてくるのは一体誰の子供か… 私、桐嶋永久子が身体を張ってお伝えします 本能が精子を求める性欲MAX妊娠懇願マ○コに十人十発の素人ザーメンで妊娠ロシアンルーレット!! 童貞/黒人&白人/高校時代の同級生… 素人さん宅に突撃取材で「女子アナ淫語」満載のSEX実況!!（8月21日、ディープス）
- テレ○系列報道アナウンサー 桐嶋永久子 専属契約最終章 「涙の卒業」 強制媚薬トリップ 最後まで決して許可が出なかった媚薬を本人に黙って勝手に解禁! 頭脳明晰な女ほど媚薬に従順なのか!? 汗、涎、潮、愛液の女子アナ汁が止まらない!!（9月25日、ディープス）
- 四十路マダム 43（11月7日、クリスタル映像）他出演:桐島綾子、真矢恵子、北島玲
- お義母さん（12月26日、ドリームステージエンタテインメント）

2015年
- 禁断レズビアン 母と娘 3（1月29日、グラフィティジャパン）共演:倉科もえ　他出演:葵紫穂、小嶋梨花
- 街で出会った清楚妻をくどき落としてハメまくり! ますます性欲が高まってゆく四十路妻たちの事態（2月20日（レンタル）/4月24日（セル）、アテナ映像）他出演:立石ひな、五十嵐慶子、船戸祥子
- 相互干渉系背徳相姦エロ艶劇 お母さん、かっ彼女よりずっといいよ…（3月12日、タカラ映像）共演:榊みほ
- 近親相姦 夜這い（3月21日、カマタ映像）
- 相互干渉系背徳相姦エロ艶劇 母親に甘えてみたい夜もある（3月26日、タカラ映像）主演:榊みほ
- 金髪家庭教師 2 全編なんちゃって英会話（4月20日、レイディックス）他出演:川上ゆう、翔田千里、高沢沙耶、江口瞳子
- オバちゃん女学園（5月20日、レイディックス）他出演:小早川怜子、新城あゆみ、加賀美みさ、近藤郁美、五十嵐しのぶ
- 母は女子アナ（6月20日、スターパラダイス）
- 僕の母親を抱かせてやるから、キミの母さんをヤらせてくれ。（11月26日、タカラ映像）共演:榊みほ

## デジタル写真集
- 噂の元テレ◯系列報道アナウンサー 桐嶋永久子 写真集（2014年5月19日、サイファー・テック、撮影:堀内秀昭）- PDF版
- 噂の元テレ◯系列報道アナウンサー 桐嶋永久子 写真集 ラビリンス（2014年6月30日、ピンク倶楽部、撮影:堀内秀昭） - Kindle版

## 掲載メディア
- SOD DVD 1月号 Vol.31（2013年11月18日、ソフト・オン・デマンド） - インタビュー
- 週刊大衆 2013年 11/25号（2013年11月11日、双葉社） - 袋とじグラビア
- 週刊大衆 2013年 12/2号（2013年11月18日、双葉社） - グラビア、インタビュー
- 週刊実話 2013年 12/5号（2013年11月21日、日本ジャーナル出版） - 袋とじグラビア
- 日刊サイゾー（2013年11月28日） - インタビュー
- 日刊ゲンダイ（2013年12月7日、日刊現代） - インタビュー
- 実話BUNKAタブー 2014年2月号（2013年12月16日、コアマガジン） - 袋とじ
- 特選五十路妻 2014年2月号（2013年12月16日、笠倉出版社） - 表紙、グラビア
- 黄金のGT 2014年2月号（2013年12月26日、晋遊舎） - 袋とじ
- FLASH 2014年 1/28号（2014年1月14日、光文社） - 特集記事
- 東スポ裏通りWEB（2014年2月18日） - インタビュー
- アサヒ芸能 2014年 3/6号（2014年、徳間書店） - インタビュー
- 黄金のGT 2014年4月号（2014年2月26日、晋遊舎） - 特集記事